# Cristóbal Galán
Cristóbal Galán, nacido alrededor de 1615, probablemente en el Reino de Valencia, y fallecido el 24 de septiembre de 1684 en Madrid, fue un compositor del barroco español.

## Biografía
Galán fue desde 1653 cantante y organista, y más tarde maestro de capilla en Cagliari (Cerdeña) y desde 1656 hasta 1659 lo mismo en Morella. Luego trabajó en Madrid en un puesto desconocido. De 1664 a 1667, fue director de coro en la Catedral de Segovia, y en 1667 se convirtió en director musical del Monasterio de las Descalzas Reales de Madrid. En 1680 fue llamado a la corte como maestro de capilla designado por el tribunal real.
La presencia de las obras de Galán en el Cancionero de Onteniente, compilado en 1645, hace situar su fecha de nacimiento más próxima a la década de 1620 que a  la de 1630. Se desconoce con quién pudo estudiar música, pero figura como maestro de capilla en la iglesia colegial de Morella, en la catedral de Teruel, en Córcega y Cerdeña con anterioridad a 1659, año en el que al parecer se encuentra ya localizado en Madrid. Galán figura como opositor a la plaza de maestro de capilla de esta institución con fecha 19 de mayo de 1651, procedente de Teruel, donde ejercía el magisterio. La plaza no le fue concedida por encontrarse casado. Se sabe que el 7 de diciembre de 1653, y según figura en un manuscrito del Archivio Storico Comunale de Cagliari, Galán figuraba en las nóminas de la capilla de la iglesia primada de Cagliari como cantor, actividad por la que llegó a ser muy apreciado. 
En 1654 ejerció ya funciones de maestro de capilla en sustitución de Alberto Roldán. A partir de 1655-56 y como consecuencia de la peste que asoló la ciudad, las noticias sobre los músicos de la capilla son escasas, probablemente porque la actividad se viese interrumpida, lo que lleva a suponer que Galán pudiera haber abandonado la ciudad. En 1661 fue llamado nuevamente  para hacerse cargo de la dirección de la capilla, ofrecimiento que rechazó. En 1660, según figura en el acta de Cabildo del 6 de julio, se personó Galán en Málaga informado de que estaba vacante el puesto de maestro de capilla. Los informes que presentaba de grandes maestros de Madrid avalaron su presencia a pesar de que no había sido llamado por el Cabildo. Parece ser que fue examinado el 15 de julio, estando constituido el tribunal por Francisco Navarro, Juan Montañés y Mateo Serrano, los cuales consideraron que Galán no tenía categoría suficiente para ocupar el puesto y recomendaron que se le diera una ayuda de costa para sufragar los gastos del viaje. Ese mismo año de 1660 figura ya con toda seguridad, como “maestro de música de los esclavillos cristianos que hay en Buen Retiro”, ocupación que le retendría hasta septiembre de 1664. 
Entonces fue llamado para hacerse cargo del magisterio de la catedral de Segovia y suceder a Juan de León. Prestó juramento el 10 de diciembre de 1664 y permaneció en ese puesto hasta el 22 de julio de 1667, momento en que se incorporó nuevamente a Madrid como maestro de las Descalzas Reales por mandato expreso de la reina gobernadora Mariana de Austria, viuda de Felipe IV, a pesar de recibir peor renta que la que disfrutaba en Segovia. Ejerció este magisterio hasta febrero de 1680.
Es posible que con anterioridad a este nombramiento  fuese maestro de capilla en el convento de la Encarnación, probablemente entre 1660 y 1664, cuando estaba en Segovia. A juzgar por un memorial de 10 de septiembre de 1675 conservado en el archivo general de Palacio y firmado por el propio Galán, en el que solicita se le conceda el magisterio de la Real Capilla vacante por defunción de Carlos Patiño.
En 1675 la reina regente, conocedora del deseo de Galán de entrar a su servicio como maestro de la Real Capilla, intercedió en su favor encontrándose sin embargo con la oposición del Patriarca de las Indias y la abadesa de las Descalzas, que consideraron respectivamente de poco mérito su valía para Palacio, pero muy útil para el convento, oposición a la que habría que añadir la de los propios músicos de la Capilla Real que se negaron a admitirlo. A pesar de la oposición fue nombrado maestro de la Real Capilla el 1 de febrero de 1680. Sucediendo a Francisco Escalada, que con carácter interino había ejercido las funciones de maestro tras la muerte de Carlos Patiño.
La renta que se le adjudicó por este menester fue la correspondiente a dos distribuciones, dos plazas por la casa de Borgoña y 500 ducados de aumento por las mesadas eclesiásticas, que ascendían a un total de 1000 ducados de renta anuales. Estos ingresos se vieron enriquecidos con distintas mercedes y pensiones que obtuvo sobre el obispado de Monreal en Salamanca, así como en la ciudad de Mérida, eso sin olvidar la pensión de 300 ducados que gozaba en el obispado de la corona de Aragón desde 1678 y la que tenía otorgada en el de Lérida desde 1680, vinculación que quizá podría determinar la región de su nacimiento. A estas disposiciones hay que añadir que disfrutaba de una capellanía colativa en las Descalzas Reales y que, tal como ordenaba el Concilio Tridentino, tuvo que abandonar al entrar al servicio del monarca, capellanía que podría autentificar la afirmación de Hilarión Eslava sobre su posible vinculación e ingreso en la orden de los agustinos recoletos de Madrid. Ocupó, por tanto, el cargo de maestro de la Real Capilla desde el 1 de febrero de 1680 hasta su defunción, aunque su corto mandato de cuatro años se vio alterado y oscurecido por la difícil situación económica que atravesaba la monarquía de Carlos II, llegando incluso a solicitar que se le permitiese regresar a las Descalzas Reales, ya que eran muchas las ventajas que había perdido entrando en la Real Capilla. 
Contó siempre con la enemistad del Patriarca de las Indias, Antonio Benavides, que llegaría incluso a solicitar al rey su destitución como maestro de capilla en 1684, petición que no fue atendida. El Consejo de la Cámara le concedió “naturaleza” el 18 de septiembre de 1684, pero su fallecimiento dos meses después incidió en que tal concesión no llegase a ser confirmada por el rey. Fue enterrado en las Descalzas Reales como capellán titular que había sido en este convento.
Cristóbal Galán creó música incidental para la corte española, de los cuales solo algunos fragmentos, como los coros o arias, transmiten la influencia del barroco romano. Escribió numerosos villancicos, motetes, un Réquiem y otros ejemplos de música sacra y música de cámara para cuerdas según el modelo italiano en forma de solo, trío, cuarteto y sonata para orquesta. También colaboró con Calderón de la Barca y otros dramaturgos.
John H. Baron editó las obras de Galán en diez volúmenes.

## Su Obra
El prestigio y la fama de Galán fueron considerables en su época, a tenor del número de obras conservadas en diferentes catedrales y archivos, tanto de España como de Hispanoamérica. Su fama le llevó en ocasiones a figurar como censor de diferentes tratados como el Luz y norte musical de Lucas Ruiz de Ribayaz en 1677, siendo citado como ejemplo de maestría por autores como Rodríguez de Hita y Francisco Valls. La mayor parte de su obra se centra en el ámbito religioso en el que desarrolló su actividad musical, siendo muy abundantes en número de villancicos conservados, así como misas, motetes y responsorios, Su estilo se caracteriza por una mayor apertura hacia las innovaciones italianas de los autores procedentes y presagia claramente la trayectoria que seguiría buena parte de la música española de la primera mitad del siglo XVIII, con la utilización de recursos violinísticos a modo de ritornelos, potenciación de los instrumentos de cuerda con fragmentos en los que no actúan solo como acompañamiento y utilización de procedimientos denominados motto, es decir, el motivo presentado por una voz es interrumpido y contestado por la cuerda.
Se tiene también constancia de que escribió numerosas obras de carácter profano, siendo citado por Soriano Fuertes como compositor de zarzuelas de éxito; sin embargo, tan solo se han conservado fragmentos sueltos. Escribió la música para la obra de Juan Bautista Diamante El laberynto de Creta (1670) en forma de zarzuela, estrenada en 1667, que tradicionalmente se ha adjudicado a José Marín y que se conserva en la Biblioteca Nacional de Madrid.
La colaboración Galán-Diamante debió ser especialmente intensa entre los años 1670 y 1674, pues de esas fechas datan dos nuevas obras de ambos autores: la zarzuela Lides de amor y desdén, estrenada en 1674, y A más encanto más hermosura.
Con el dramaturgo Antonio de Solís y Rivadeneyra escribió la obra mitológico-pastoral Eurídice y Orfeo, producida en 1684. Más dudosa resulta la adjudicación de la zarzuela Alfeo y Aretusa, con texto de Diamante, estrenada el 8 de mayo de 1687 y de la que se duda si la música pudo ser de Galán o de Juan Hidalgo. Cuatro años después de su muerte, el capellán cantor de las Descalzas Reales, Lorenzo de Urruel y Arteaga, escribió a Carlos II notificándole que “había podido adquirir la música de cuatro comedias que puso el maestro Galán”.
El incendio del Alcázar de Madrid en 1734 impide tener un conocimiento certero de esta parte de su producción musical. Aunque no se conserva, es necesario añadir la música que compondría para los autos sacramentales entre 1664 y 1675, con texto de Calderón de la Barca.

## Obras
- Missa a 12
- Missa a 9
- Magnificat a 12
- La Pasión según San Juan, a 8 (1672)
- Letanía a 6
- Lamentaciones a 7
- 5 motetes: Hoc est corpus a 3. Laudate Dominum a 8. O beata virgo a 9. Salve a 5. Stella coeli a 8.
- Stabat mater para tres solistas, violín y bajo continuo.
- Villancicos a trece voces.
- Tonos divinos: atención al retrato.
- Tonos humanos.

## Discografía
- Cristóbal Galán: Al espejo que retrata. Al Ayre Español, Eduardo López Banzo. Deutsche Harmonia Mundi DHM 05472 773762
- Cristóbal Galán: Canto del alma. Obras en latín y en romance. La Grande Chapelle, Albert Recasens. Lauda LAU 010 (doble CD)